# Marcus van Gerwen
Marcus van Gerwen (? - Sint-Oedenrode, 1 mei 1645) was schout van het Kwartier van Peelland en bewoner van Kasteel Dommelrode.
Hij kwam voort uit een aanzienlijke familie. Van 1596-1600 was Van Gerwen schout van Helmond. Daarna werd hij schout van het Kwartier van Peelland, wat hij bleef tot zijn dood. In 1623 kreeg hij de opdracht van de steden Helmond en 's-Hertogenbosch om een plan te ontwerpen voor de bevaarbaarmaking van de Aa en deze vaarweg door te trekken tot het land van Horn. Dit plan is tussen 1625 en 1629 gedeeltelijk uitgevoerd, en diende vooral de turfvaart. 
Van Gerwen was een omstreden figuur. Hoewel sommigen hem loofden om de werken die hij voor Peelland heeft verricht, werd hij door anderen beschuldigd van zelfverrijking ten koste van anderen, en ook werd hij bekritiseerd om zijn katholieke gezindheid, hetgeen met name gedurende de retorsieperiode (1629-1648) een gevaarlijke tenlastelegging was. Daarbij verweet men hem van beide walletjes te eten. Niettemin wist hij uitstel van het retorsie-plakkaat te verkrijgen, waardoor vele katholieke ambtenaren in functie konden blijven.
Hij was betrokken bij de onderhandelingen tussen Spanje en de Republiek over de status van de Meierij van 's-Hertogenbosch, en ook speelde hij een rol bij de eerste aanzet tot de Vrede van Münster.
Tegelijkertijd werd hij genoemd als een baatzuchtig schipperpoliticus, die wel ijverde voor zijn geloofsgenoten, maar tegelijkertijd bij hun verklaarde vijanden in het gevlij trachtte te komen.
In 1634 werd Van Gerwen gearresteerd door toedoen van Jacob Sweerts, die belastingambtenaar van de Staatsen was. Sweerts noemde hem een groot Papist, openbaer vijant van tlandt. Van Gerwen bleef echter zijn functie behouden, hoewel hij ook later nog wel beschuldigd werd.
Na zijn dood werd hij opgevolgd door Cornelis Prouninck van Deventer, die fel anti-katholiek was.
Een portret van Marcus van Gerwen is geschilderd door Govert Flinck.